# 레이맨 디자이너
레이맨 디자이너(Rayman Designer, 독일 출시명: Rayman's World)는 오리지널 레이맨 게임의 PC 시퀄로서, 레이맨의 새 레벨(Rayman's New Levels)로 불리는 24개의 새 맵들과 레이맨 매퍼(Rayman Mapper)라는 이름의 프로그램을 갖추고 있다. 이 매퍼 프로그램을 사용하면 플레이어들이 자신만의 레벨을 만들 수 있으며, 다른 사람들로부터 다운로드한 레벨을 플레이할 수도 있다. 24개의 레벨 및 팬들이 만든 새로운 레벨들은 동일한 6개의 세계를 배경으로 한다.
이 게임은 레이맨 및 레이맨 골드와 더불어 1997년 9월 출시된 레이맨 골드 CD에 포함되어 있다.